# Alvin Hawkins

Alvin Hawkins

Alvin Hawkins (* 2. Dezember 1821 im Bath County, Kentucky; † 27. April 1905) war ein US-amerikanischer Politiker und der 26. Gouverneur des Bundesstaates Tennessee.

## Frühe Jahre und politischer Aufstieg
Schon als kleiner Junge kam Alvin Hawkins mit seinen Eltern nach Tennessee. Er besuchte das Bethel College und studierte Jura, wie viele andere spätere Gouverneure. 1843 wurde er als Anwalt zugelassen. 1845 unternahm er für die Whig Party einen ersten erfolglosen Anlauf, in das Repräsentantenhaus von Tennessee gewählt zu werden. Bei der Wahl von 1853 war er erfolgreicher und zog ins Parlament ein. Während des Präsidentschaftswahlkampfs 1860 unterstützte er John Bell, den Kandidaten der Constitutional Union Party. Danach wechselte er zu den Republikanern über. Im Bürgerkrieg stand er auf Seiten der Union.
1862 wurde er in den Kongress in Washington, D.C. gewählt, konnte seinen Sitz aber aufgrund der chaotischen politischen Verhältnisse in Tennessee nicht einnehmen. 1864 unterstützte er Abraham Lincoln und Andrew Johnson bei den Präsidentschaftswahlen. 1864 und 1865 war er Bundesstaatsanwalt im westlichen Teil von Tennessee, der zu der Zeit von Unionstruppen besetzt war. Von 1865 bis 1868 war er Richter am Tennessee Supreme Court; zwischen 1869 und 1870 fungierte er als amerikanischer Konsul in Havanna auf Kuba.

## Gouverneur von Tennessee
Im Jahr 1880 kandidierte der Republikaner für das Amt des Gouverneurs von Tennessee. Weil sich die Demokraten wegen der Frage der Staatsverschuldung zerstritten hatten, gelang ihm der Sieg. Hawkins brachte ein Gesetz zum Abbau der Staatsverschuldung auf den Weg, das allerdings vom Obersten Gerichtshof des Staates als nicht verfassungsgemäß verworfen wurde. Somit scheiterte auch Hawkins, wie seine beiden Vorgänger, an diesem Problem. Für die Wahlen des Jahres 1882 strebte er eine Wiederwahl an, unterlag aber seinem Gegenkandidaten William B. Bate.
Nach dem Ausscheiden aus dem Amt wurde er wieder Anwalt und beschäftigte sich mit kirchlichen Fragen seiner Methodisten-Gemeinde in Huntingdon. Er starb am 27. April 1905. Alvin Hawkins war mit Justina Ott verheiratet, mit der er zwei Kinder hatte.